# Aïssatou Tandian
Aïssatou Tandian, po mężu Ndiaye (ur. 29 sierpnia 1966) – senegalska lekkoatletka.
Dwukrotnie startowała na igrzyskach olimpijskich w biegu na 400 m. Zarówno w 1988, jak i w 1992 odpadała w ćwierćfinale, za każdym razem zajmując 6. miejsce w swoim biegu. W Seulu uzyskała czas 52,33 s, a w Barcelonie 52,39 s.
Dwukrotnie wystąpiła na mistrzostwach świata w biegu na 400 m. W 1991 odpadła w ćwierćfinale, a 1993 w półfinale.
Jest ośmiokrotną mistrzynią kraju na różnych dystansach: 100 m (1992), 200 m (1984, 1992), 400 m (1983, 1984, 1986, 1991) i 800 m (1983).
Rekordy życiowe:
- 200 m – 23,46 s (27 lipca 1989)
- 400 m – 51,92 s (14 sierpnia 1989)